# Óscar Trejo
Óscar Guido Trejo (* 26. April 1988 in Santiago del Estero, Argentinien) ist ein argentinischer Fußballspieler, der bei Rayo Vallecano spielt. Er besitzt neben der argentinischen auch die italienische Staatsangehörigkeit.

## Spielerkarriere
Óscar Trejo stammt aus der Jugend des argentinischen Topclubs Boca Juniors. In seinem einzigen Erstligaeinsatz in seiner argentinischen Heimat erzielte er am 3. Juli 2005 bei seinem Debüt ein Tor gegen Club Almagro. Seine Mannschaft verlor dennoch mit 2:3. Bis Ende 2006 blieb er bei den Boca Juniors, bis er im Januar 2007 bei RCD Mallorca einen Vertrag unterschreiben konnte.
Am 8. April 2007 spielte er erstmals in der spanischen Primera División und erzielte beim 2:0-Sieg seiner Mannschaft gleich sein Premierentor. Im Januar 2008 schoss er beim 2:1-Heimsieg seiner Mannschaft über Real Madrid sein erstes Tor in der Copa del Rey.
Trotz allem gelang es ihm nicht, sich gegen die Konkurrenz beim RCD Mallorca durchzusetzen, sodass er in den Spielzeiten 2009/10 an den FC Elche sowie 2010/11 an Rayo Vallecano ausgeliehen wurde. Bei beiden Vereinen spielte er in der Stammformation und kam auf eine hohe Zahl an Einsätzen.
Im Endeffekt hatte die Clubführung von Mallorca keine Verwendung mehr für Trejo, sodass er im Sommer 2011 zum Ligakonkurrenten Sporting Gijón wechselte. 2013 wechselte er zum FC Toulouse. Anschließend ging es 2017 zu Rayo Vallecano.